# Källsjö socken
Källsjö socken i Halland ingick i Faurås härad, ingår sedan 1971 i Falkenbergs kommun och motsvarar från 2016 Källsjö distrikt.
Socknens areal är 25,01 kvadratkilometer, varav 24,13 land. År 2000 fanns här 306 invånare. Kyrkbyn Källsjö med sockenkyrkan Källsjö kyrka ligger i socknen. 

## Administrativ historik
Källsjö socken har medeltida ursprung.
Vid kommunreformen 1862 övergick socknens ansvar för de kyrkliga frågorna till Källsjö församling och för de borgerliga frågorna till Källsjö landskommun.  Landskommunen inkorporerades 1952 i Ullareds landskommun som 1971 uppgick i Falkenbergs kommun.
1 januari 2016 inrättades distriktet Källsjö, med samma omfattning som församlingen hade 1999/2000.  
Socknen har tillhört fögderier och domsagor enligt Faurås härad. De indelta båtsmännen tillhörde Norra Hallands första båtsmanskompani.

## Geografi
Källsjö socken ligger öster om Varberg och är en sjörik starkt kuperad skogsbygd. Största insjö är Barken som delas med Nösslinge socken.

### Geografiska avgränsningar
Socknens nordligaste punkt ligger mitt i den lilla Tranån, cirka 500 meter norr om gården Böke. Nordpunkten utgör ett "tresockenmöte" Källsjö-Fagered-Karl Gustav. Den nordvästra sockengränsen, som utgör gräns mot Karl Gustavs socken i Varbergs kommun, löper nedströms Tranån till Byasjön (91 m ö.h.). Från denna följer gränsen Kampån ner genom Kampasjön och ut i Hakasjön, i vilken "tresockenmötet" Källsjö-Karl Gustav-Nösslinge ligger.
Nösslinge socken i Varbergs kommun avgränsar Källsjö i väster. Sockengränsen går från Hakasjön i norr söderut genom den större sjön Barken (84 m ö.h.) och vidare upp i skogsområdet genom Lilla och Stora Asjön. Knappt en kilometer söder om gården Bökås ligger "tresockenmötet" Källsjö-Nösslinge-Ullared. Den sistnamnda, Ullareds socken utgör avgränsningen i söder. Gränsen mellan Källsjö och Ullared går till Byasjön och följer sedan ån söderut till Hjärtaredsjön, varifrån den går österut genom Björsjö till Björkesjön. Öster om Björkesjön ligger "tresockenmötet" Källsjö-Ullared-Fagered. Fagereds församling avgränsar Källsjö i öster upp till nordpunkten (se ovan). Gränsen löper bland annat genom Abborrasjön och Töresjö (133 m ö.h.).

### Byar och gårdar
Förutom kyrkbyn Källsjö kan, räknat från norr, nämnas bland annat följande gårdar eller mindre byar: Böke, Rävhall, Kampås, Torseböke, Holma, Fagerhult, Hulta, Vällenslycke, Nedragärde, Kvarnagärde, Prästedalen samt Lilla Egnared, samtliga nu nämnde belägna norr om länsvägen som korsar församlingen i öst-västlig riktning (Källsjö-Fagered).
Söder om landsvägen ligger Stora Egnared, Ulvvad, Tornared samt Kvarnfallsringen, den sistnämnda är en by med en större mängd hus (fritidsbebyggelse). Längre söderut ligger Knappsås, Bökås, Barkhult, Broholm, Ängasjö samt Gniporna.

## Fornlämningar
Från stenåldern finns en hällkista.

## Namnet
Namnet (1492 Kädelssrydh) kommer från (förra) kyrkbyn. Förleden är mansnamnet Kjell (Kättil). Efterleden är ryd, 'röjning'. ändelsen sjö används från början av 1700-talet.

## Befolkningsutveckling
| Befolkningsutvecklingen i Källsjö socken 1750–1990                                                      | Befolkningsutvecklingen i Källsjö socken 1750–1990 | Befolkningsutvecklingen i Källsjö socken 1750–1990 | Befolkningsutvecklingen i Källsjö socken 1750–1990 | Befolkningsutvecklingen i Källsjö socken 1750–1990 |
| --- | -------------------------------------------------- | -------------------------------------------------- | -------------------------------------------------- | -------------------------------------------------- |
| |                                                    |                                                    |                                                    |                                                    |
| År |                                                    |                                                    | Folkmängd                                          |                                                    |
| 1750 | 1750                                               |                                                    | 261                                                |                                                    |
| 1760 | 1760                                               |                                                    | 271                                                |                                                    |
| 1769 | 1769                                               |                                                    | 252                                                |                                                    |
| 1780 | 1780                                               |                                                    | 303                                                |                                                    |
| 1800 | 1800                                               |                                                    | 298                                                |                                                    |
| 1810 | 1810                                               |                                                    | 329                                                |                                                    |
| 1820 | 1820                                               |                                                    | 293                                                |                                                    |
| 1830 | 1830                                               |                                                    | 329                                                |                                                    |
| 1840 | 1840                                               |                                                    | 329                                                |                                                    |
| 1850 | 1850                                               |                                                    | 347                                                |                                                    |
| 1860 | 1860                                               |                                                    | 383                                                |                                                    |
| 1870 | 1870                                               |                                                    | 423                                                |                                                    |
| 1880 | 1880                                               |                                                    | 422                                                |                                                    |
| 1890 | 1890                                               |                                                    | 422                                                |                                                    |
| 1900 | 1900                                               |                                                    | 401                                                |                                                    |
| 1910 | 1910                                               |                                                    | 400                                                |                                                    |
| 1920 | 1920                                               |                                                    | 390                                                |                                                    |
| 1930 | 1930                                               |                                                    | 377                                                |                                                    |
| 1940 | 1940                                               |                                                    | 345                                                |                                                    |
| 1950 | 1950                                               |                                                    | 338                                                |                                                    |
| 1960 | 1960                                               |                                                    | 379                                                |                                                    |
| 1970 | 1970                                               |                                                    | 329                                                |                                                    |
| 1980 | 1980                                               |                                                    | 312                                                |                                                    |
| 1990 | 1990                                               |                                                    | 310                                                |                                                    |
| Anm: Källor: Umeå universitet - Tabellverket 1749-1859, Demografiska databasen, CEDAR, Umeå universitet |                                                    |                                                    |                                                    |                                                    |